# ピティ (グアム)

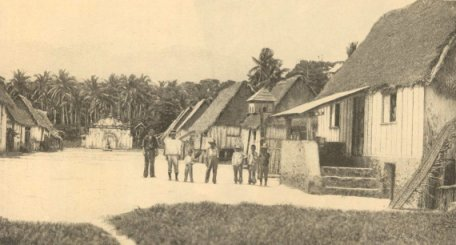
1900年のピティ

ピティ はグアム中西部の海岸にある村である。アプラ港の商業港の部分がある。 アメリカ海軍施設技術部隊のマリアナ諸島支部の所在地である。